# Los Fresnos, Penjamillo
Los Fresnos är en ort i Mexiko.   Den ligger i kommunen Penjamillo och delstaten Michoacán de Ocampo, i den centrala delen av landet, 300 km väster om huvudstaden Mexico City. Los Fresnos ligger 1 870 meter över havet och antalet invånare är 208.
Terrängen runt Los Fresnos är huvudsakligen kuperad, men den allra närmaste omgivningen är platt. Runt Los Fresnos är det ganska glesbefolkat, med 47 invånare per kvadratkilometer. Närmaste större samhälle är Puréparo de Echaíz, 15,9 km söder om Los Fresnos. I omgivningarna runt Los Fresnos växer huvudsakligen savannskog.